# Poppengrün (Neustadt/Vogtl.)
Poppengrün ist ein Ortsteil der Gemeinde Neustadt/Vogtl. im sächsischen Vogtlandkreis. Der Ort wurde am 1. Juli 1950 eingemeindet.

## Geographie

### Geographische Lage
Poppengrün befindet sich südwestlich von Neustadt/Vogtl. Der Poppengrüner Wiesenbach mündet in die südlich gelegene Talsperre Werda (Geigenbachtalsperre), die in die Trieb entwässert. Poppengrün befindet sich im Zentrum des Vogtlandkreises und im sächsischen Teil des historischen Vogtlands. Geografisch liegt der Ort im Osten des Naturraums Vogtland.

### Nachbarorte
| Bergen mit Steinigt                         |                                             | Neustadt/Vogtl. |
|                                             | Kompassrose, die auf Nachbargemeinden zeigt | Oberwinn        |
| Werda, Talsperre Werda (Flur Geigenbachtal) | Neudorf                                     |                 |

## Geschichte

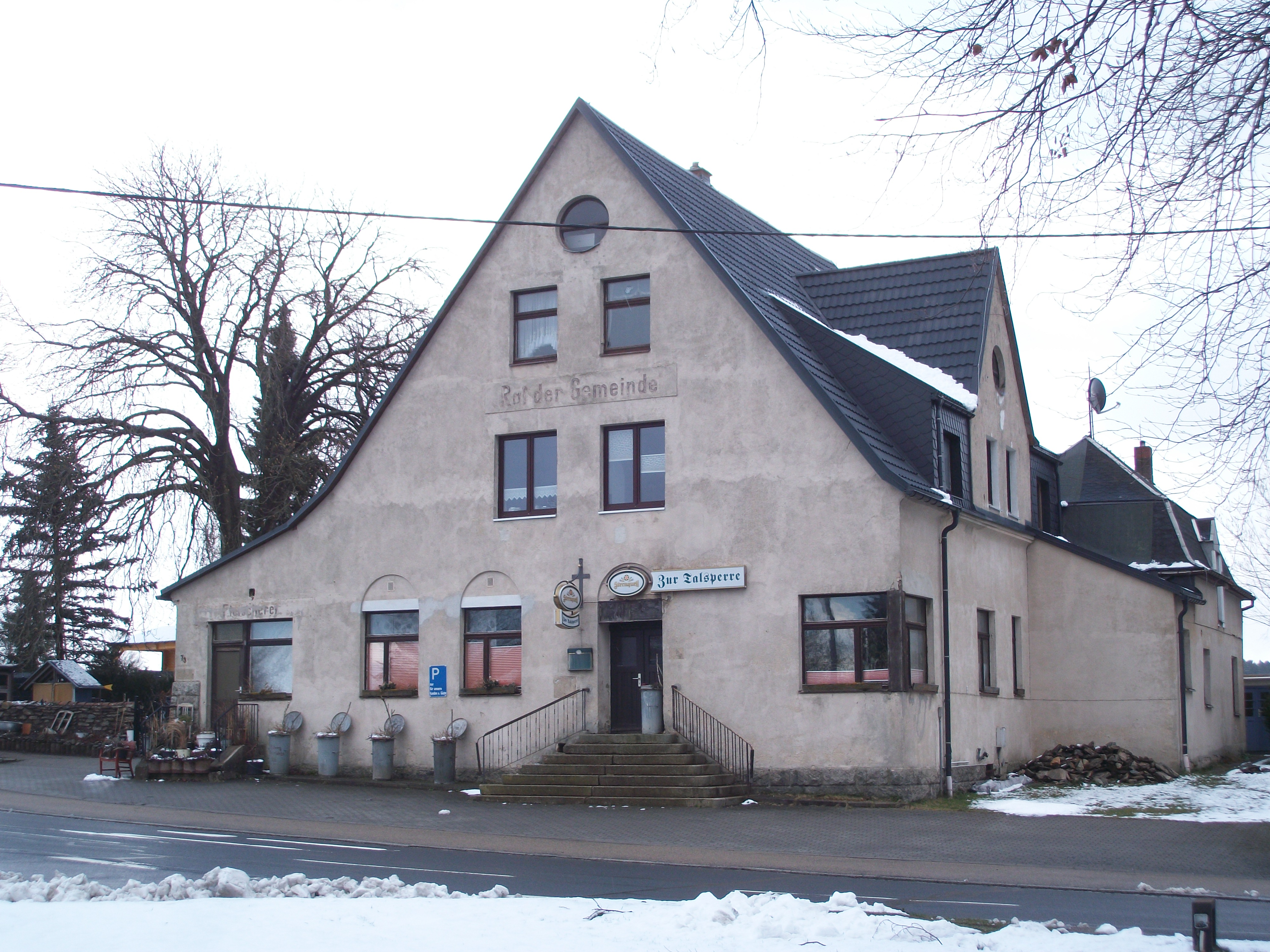
Ehemaliges Gemeindeamt Poppengrün

Das Waldhufendorf Poppengrün wurde im Jahr 1418 als „Poppengrune“ erwähnt. Der Ort gehörte bis 1856 als Amtsdorf zum kursächsischen bzw. späteren königlich-sächsischen Amt Plauen. 1856 wurde Poppengrün dem Gerichtsamt Falkenstein und 1875 der Amtshauptmannschaft Auerbach angegliedert. Zwischen 1903 und 1909 entstand südwestlich des Orts die Talsperre Werda (Geigenbachtalsperre).
Am 1. Juli 1950 wurde Poppengrün nach Neustadt/Vogtl. eingemeindet. Durch die zweite Kreisreform in der DDR kam Poppengrün als Teil der Gemeinde Neustadt/Vogtl. im Jahr 1952 zum Kreis Auerbach im Bezirk Chemnitz (1953 in Bezirk Karl-Marx-Stadt umbenannt), der 1990 als sächsischer Landkreis Auerbach fortgeführt wurde und 1996 im Vogtlandkreis aufging.

### Einwohnerstatistik
1557 lebten im Ort 18 besessene Mann und 10 Inwohner; 1764 waren es 20 besessene Mann und 3 Häusler.
| Jahr          | 1834 | 1871 | 1890 | 1910 | 1925 | 1939 | 1946 |
| ------------- | ---- | ---- | ---- | ---- | ---- | ---- | ---- |
| Einwohnerzahl | 205  | 311  | 319  | 349  | 353  | 344  | 350  |

1910 waren Poppengrün unter den 69 Kommunen der Amtshauptmannschaft Auerbach auf Rang 56 der Einwohnerstatistik. 1925 lebten 353 Lutheraner im Ort.

## Öffentlicher Nahverkehr
Poppengrün wird über die PlusBus-Linie 50 des Verkehrsverbunds Vogtland im Stundentakt mit Rodewisch, Auerbach, Falkenstein, Oelsnitz und Plauen verbunden. Diese Linie führt entlang der Staatsstraße 303 durch die Gemeinde Neustadt.